# Seznam del Daneta Zajca
Seznam književnih del Daneta Zajca.
Opomba: S poševno pisavo so označene pesmi, ki nimajo naslova in so zaznamovane s prvim verzom.

## Pesmi

### Pesmi, nastale v obdobju pred prvo pesniško zbirkoPožgana trava
(1948-1955)
- Iskanje*Nocoj sem sam
- Gola drevesa
- Sam sem
- Misli
- Ti si bila
- Ciganka Božana
- Vseeno kam
- Materi
- Noč
- Prav zagotovo bo prišlo
- Pesem o primožih
- Temna žena
- In rekla je (4 pesmi)
- Večer prihaja
- Doma
- Rože noči
- Credo
- Nikoli več
- Črni možje
- Zemlja, zemlja
- Molitev

### Požgana trava
(pesniška zbirka, 1958)
- Drevje
  - Rumeni veter
  - Umirajoče drevo (2 pesmi)
  - Kavke
  - Pesem o mladosti
- Pogorišča
  - Mrtve stvari
  - Zgubljeni duh
  - Vrnitev
  - Dva vrana
  - Sama boš
  - Jalova setev
  - Krizanteme
- Ljubezen
  - Lok ljubezni
  - Biti kaplja
  - Ljubim ta čas
  - Tihi bosi koraki
  - Za tole noč
  - Dve črni roži
  - Kot zamolkla bolečina
  - Zemlja me bo ljubila
- Jutra
  - Zvonci novega dne
  - Veliki črni bik
  - Ujeti volk
  - Jutro
  - Reka
  - Modrasi
  - Nevidne oči
- Strah
  - Vse ptice
  - Beži, človek
  - Bobni
  - Tvoj glas
  - Visoki rdeči mesec
  - Smeh hijen
  - Upor

### Jezik iz zemlje
(pesniška zbirka, 1961)
- Kepa pepela
- Gotska okna (8 pesmi)
- Pot
- Počitek
- Srečanje
- Ribe
- Tvoja noč
- Vera
- Prsti jutra
- Mrtvi bori
- Pesem megla
- Svetnik
- Bolni jelen
- Plavo okno
- Hiša
- December
- Utopljenka
- Okamenele veke
- Stekleno čelo
- Oči
- Dva (6 pesmi)
- Črni deček
- Kralj
- Zvočnik luči

### Ubijavci kač
(pesniška zbirka, 1968)
- Sončni ostriž
  - Pes na gori
  - Ni reči, ki bi bila tvoja
  - Pusti obraze
  - Molči, ko štorkljajo brezobzirni koraki
  - So jutra, katerih semena meljejo golobi
  - Če ne boš nič povedal o ženski z nočjo v laseh
  - Najprej razseka s svetlimi močmi
  - Najprej si mislil
  - Postavili so katedralo
  - Poskrili so se
  - Mislil si
  - Kralj mrtvih
  - Dež
  - Balada
  - Senca
- Jeriha
  - Če si srečal v kalni vodi jutra
  - Ne oditi od tukaj
  - Nemogoče se je upreti gibanju
  - In prav je, da ne bo nikogar
  - Ni treba, da živi ta
  - Porušila se bo Jeriha
  - Ni te
  - Seme zemlje
  - Vrnitev
  - Lupine (8 pesmi)
  - Štiriperesna detelja
  - Angorski človek
  - Glas
  - Kozarec vode
  - Ozka jama
  - Grobov brlog
  - Tihi škrebetavec
  - Glava sejalka
  - Žival
  - Ajd
  - Vrt
  - Ubijalci kač
  - Pesniški list št. 16

### Glava sejavka (izbor pesmi)
(1971)

### Kepa pepela (izbor pesmi)
(1974)

### Rožengruntar
(pesniška zbirka, 1975)
- Še koraki oddaljevanja
- Glas človekov
- Sledi
- Grk, grk
- Tisti s krušnjakom
- Je blaznost

Rožengruntar
- Jutro
- Poldne
- Popoldne
- Večer
- Noč
- Čas
- Zelo hitro so prišli
- Smeh
- Asskala
- Ko je zrečena beseda
- Daritev
- Črte
- Nočna pesem za ogledala
- Ogledala
- Spusti me iz škripcev
- Odpoved
- Vejica vretenca vitice
- Sveti možje
- Računar strašni
- Wakaba
- Poslušaš škripanje zoba
- Gost sveta
- Dedek
- Ker je nisi ustvaril
- Isti
- NO svet (dve pesmi)

### Si videl
(pesniška zbirka, 1979)
- Si videl plavega človeka
- Ali je bil podoben pajku
- Si ga videl kako so bili otroci začudeni
- Si videl veščo
- Si videl kako te je gledala
- Si videl ploskoglavca
- Si kaj videl ko si jo slačil
- Ptiči s srpastimi krili jo pokrijejo
- Si videl ptiče
- Ko odletijo ptiči
- Si slišal zvok
- Zvonci so odšli
- Si videl katedralo
- Mesečne krave pase mesec
- Si slišal vodo
- Za prevali trohni božje oko
- Si ga videl na konju

### Belo
(pesniška zbirka, 1984)
- Mleko
- Belo
- Kozli
- Škorpijoni
- V spomin
- Klici
- Kri
- Macchu Picchu
- Gora
- Južne sanje
- Bela podlasica
- Rabelj
- Zamorec

### Zarotitve
(pesniška zbirka, 1985)
- Ogenj
- ni bil klic
- svetlobe
- vestalka
- ogradi
- kruh tihote
- n.y.
- jazz
- živali
- iz hiše na samem
- stisnjen k lesu
- uho gore
- dekle in zver
- devica
- kateri obraz
- barve
- iz ognja
- thabiti kumi
- gaya in quil
- roka, ki zdaj
- prostori
- priti na tenko opno
- ko je telo podarjeno
- lakota ki je ne nahraniš
- jok v zemljo
- prihod
- iz večernega drevesa
- črnec
- se giblje beži
- zadnja stran gore
- odprta usta
- pripeljala je
- druga luč
- razfrčiš se
- bili so v mraku
- gaya-quil
- so bele lise
- na reki
- ti jé robidnice
- bela prikazen
- ne gleda
- čreda
- jok v zemljo je
- jok v zemljo
- se kar naenkrat
- na gori hiša
- se prvo frfotanje
- ni darilo
- sestre misli
- jaz gora
- sem napev
- padec
- ples
- kečue

### Znaki
(pesnišla zbirka, 1987)
- znak je
- blizu je dan
- kako prihaja
- cvetje iz grla
- o starcu
- odhaja ko pride

### Dol dol
(pesnišla zbirka, 1998)
- Zaprl sem vrata
- Ni
- Grla
- Nag
- Besede v dež
- Dve postavi
- Glasovi. Glaski
- Orlovska perut
- Ta in ta
- Na mesto pride
- Zublji
- V temni votlini
- Tukaj si
- Prelepa srna
- Pastirji
- Nefretete
- Sreča samota
- S katerimi usti
- Z rumenim makom
- Križ na travi
- Gadje
- Večerna kri
- Z mano gre
- Skoz tebe dež
- Žebelj ptičji
- Ženska iz puščave
- Krilatec in gora
- Gori poezija
- Kamen
- Stopinja
- Nič
- Čreda
- Očetje matere
- Zlati klobuki
- Kako ogenj
- Če ji ne prideš naproti
- Šum žalosti
- Govori voda
- Južni trebuh
- Neizgovorljiva nezapisana
- Čas tvoj
- Belo petje
- Odsev
- Ostrine
- Dol dol
- Mladič
- Lisjak
- Kdo
- Tretji
- Usta brez ust
- Tihote
- Krokar

## Pesmi iz iger

### Pesmi iz drame Otroka reke
- Gledal sem kamnito knjigo
- Kdor se je pregrešil
- Ure
- Tujec
- Rjavi klic
- Kdo ti bo svetil
- Kot kaplja vode

### Pesmi iz drame Potohodec
- Prva Potohodčeva pesem
- Druga Iskalčeva pesem
- Tretja Potohodčeva pesem
- Prva Starkina pesem
- Druga Potohodčeva pesem
- Druga Starkina pesem

### Pesmi iz drame Voranc
- Odkod prihajajo
- Videl sem mamo

### Pesmi iz drame Mlada Breda
- Ali je na vratih
- Vrata v Osoje

## Pesmi za otroke

### Pesmi, ki niso vključene v pesniške zbirke
- Kresna pravljica (1954)
- Pravljica o beli palmi (1954)
- Danes prihaja (1954)
- Manica v deželi sanj (1954)
- Pozdrav pomladi (1954)
- Mati Miš (1955)
- Mati Mišpričakuje goste (1955)
- Gostija pri materi Miši (1955)
- Pismo sinu (1955)
- Metulj in roža (1955)
- Palčki kujejo (1955)
- Materi (1955)
- Jesen, jesen (1955)
- Sreče za celo vrečo (1955)
- Velika pravljica (1955)
- Sneženi mož (1955)
- Bimbo Bambo na potepu (1955)
- Stari golob (1956)
- Muca se moži (1956)
- To so bili časi (1956)
- Zima (1956)
- Zima (2) (1956)
- Pismo dedku Mrazu (1957)
- Ježevčev rep (1960)
- Pogovor z opico v živalskem vrtu (1960)
- Zebra v živalskem vrtu pripoveduje (1960)
- Jurij Raketa (1963)
- Norčava luknja
- Posebni Muri
- O Martinu Krpanu
- Ciciban in jutrišnji dan (1979)
- Aprilska letala (1989)

### Bela mačica
(pesniška zbirka za otroke, 1968) 
- Bela mačica
- Bobnar Čiv
- Pomladni razglas Jakoba Činčare
- Vrabci sklepajo
- Mišji karneval
- Čarovnik
- Veverica - pekarica

### Živali na dvorišču
(pesniška zbirka za otroke, 1975)
- Gosak
- Muc dremuc
- Petelin detektiv
- Zajec
- Krt
- Račke
- Jazbečar
- Kuža in krt

### Abecedarija
(pesniška zbirka za otroke, 1975)
- A (Aro)
- B (Barbare)
- C (Copate)
- Č (Čofi)
- D (Dan)
- E (Erevan)
- F (Fijakarji)
- G (Grizla)
- H (Hiša)
- I (Indijanec)
- J (Jaki)
- K (Kenguru)
- L (Ladja)
- M (Mačka)
- N (Numizmatiki)
- O (Orli)
- P (Prepelica)
- R (Raglja)
- S (Smrt)
- Š (Šamani)
- T (Tatovi)
- U (Usta)
- V (Vrata)
- Z (Zakaj)
- Ž (Žarnica, žoga, žlica)

### V cirkusu
(pesniška zbirka za otroke, 1976)

### Na papirnatih letalih
(pesniška zbirka za otroke, 1978)
- Vetrnica
- Gusarska ladja
- Tank
- Papirnata letala
- Mlin želja
- Riba
- Zmaj
- Trobenta
- Velikani
- Buče
- Najzmaj
- Raglja
- Hobotnica
- Možic
- Dež

### Ta roža je zate
(pesmi iz istoimenske knjige, 1981)
- Tigrov nečak
- Moja prva pesem
- Gozd
- Delitve
- Ocenjevalci
- Preiskovalci
- Napihovalci
- Pivci tišine

## Pravljice za otroke
- Kaj bi bilo, če bi bilo
- Mlada Breda (1978)
- Leteča hišica (1981)
- Bridka Ludvikova bitka (1985)
- Hiša (1990)

## Lutkovne igre za otroke
- Kralj Matjaž in Alenčica (1978)
- Petelin se sestavi (1978)
- Zgodba o fantu, ki ni poznal strahu (1983)
- Zakaj in Vprašaj (1990)

## Drame
- Otroka reke (1962)
- Potohodec (1971)
- Likvidacija (1971)
- Voranc (1978)
- Mlada Breda (1981)
- Kalevala (1985)
- Medeja (1988)
- Grmače (1993)
- Jagababa (izšla posthumno, leta 2007)